# Bryniau'r Tyddyn
Bryniau'r Tyddyn est un menhir situé près du village de Dolbenmaen, dans le Gwynedd, au Pays de Galles.

## Situation
Le mégalithe se situe à environ 800 m au sud de Dolbenmaen, dans le nord-ouest du Pays de Galles ; il se dresse dans un pré, à environ 500 m de la route A487 (en).

## Description
La pierre date de l'âge du bronze et mesure environ 1,65 m de hauteur,.